# كينارد باكمان
كينارد باكمان (بالإنجليزية: Kennard Backman)‏ هو لاعب كرة قدم أمريكية أمريكي، ولد في 26 فبراير 1993 في أوستيل في الولايات المتحدة.

## وصلات خارجية
- كينارد باكمان على موقع إي إس بي إن.كوم (أن.أف.أل)3
- كينارد باكمان على موقع مرجع كرة القدم المحترفة.كوم (الإنجليزية)